# Porpax bipunctus
Porpax bipunctus – gatunek ważki z rodziny ważkowatych (Libellulidae). Występuje w Afryce Zachodniej i Środkowej; stwierdzany od Liberii i Wybrzeża Kości Słoniowej na wschód po Demokratyczną Republikę Konga i na południe po Gabon i Kongo.